# مارجوري والاس
مارجوري والاس (بالإنجليزية: Marjorie Wallace)‏ هي متسابقة ملكة الجمال وعارضة أمريكية، ولدت في 23 يناير 1954 في إنديانابوليس في الولايات المتحدة.

## وصلات خارجية
- مارجوري والاس على موقع IMDb (الإنجليزية)